# Абрабанель (центр психического здоровья)
Абрабанель(ивр. המרכז הרפואי לבריאות הנפש אַבְּרַבַנְאֵל‎) — израильское медицинское учреждение, государственный центр психического здоровья в городе Бат-Ям.
Крупнейший и старейший, среди заведений такого рода, в стране. Основан в 1944 году.
Открыт ещё во времена британского мандата в Палестине. Центр назван по имени Иегуды Абрабанеля, раввина, еврейского философа и врача из Португалии во времена Средневековья.
Предоставляет услуги амбулаторно и обслуживает население территории включающей Тель-Авив-Яффо, Бат-Ям и Холон, где проживает около 1 миллиона жителей.
Особое внимание центр уделяет пережившим Холокост. Центр сотрудничает с медицинской школой Тель-Авивского университета и кафедрой психологии и криминологии в Университете Бар-Илана.
Здесь стажируются специалисты по психиатрии и клинической психологии. Есть отдел детской психиатрии, работающий с детьми с различными психологическими расстройствами — психозами, расстройствами личности и адаптационными нарушениями.
Среди пациентов — 15 человек госпитализированы с аутизмом, 30 — подростки с психическими расстройствами, 30 человек пережили Холокост и госпитализированы сразу после прибытия в Израиль.
Имеет 296 коек.

## Публикации
- A Double-Blind Study of Buprenorphine Treatment of Acute Suicidality
- Sleep Disturbances in Children with Attention-Deficit/Hyperactivity Disorder A Comparative Study with Healthy Siblings
- Latent Inhibition and Overswitching in Schizophrenia в журнале Schizophrenia Bulletin, 2004
- Narcolepsy and Psychotic States (недоступная ссылка)
- The Israeli mental health budgeting policy: an historical perspective
- CSF inositol does not predict antidepressant response to inositol (недоступная ссылка)
- Switching elderly chronic psychotic patients to olanzapine, The International Journal of Neuropsychopharmacology (2004), 7
- High Serum and Cerebrospinal Fluid Ca/Mg Ratio in Recently Hospitalized Acutely Depressed Patients, Neuropsychobiology, 1999